# Ormond Haycock
Ormonde Butler Haycock, né le 11 septembre 1880 à Ottawa (Ontario, Canada) et mort le 12 août 1938 à Canandaigua (État de New York, États-Unis), est un patineur artistique canadien, un des pionniers du patinage au Canada avant la Première Guerre mondiale. Il a pratiqué le patinage en individuel et en couple.

## Biographie

### Carrière sportive
En tant que patineur individuel, il est quadruple champion canadien en 1905, 1906, 1908 et 1911. En couple artistique, il est également quintuple champion canadien avec trois partenaires différentes : sa sœur Katherine Haycock en 1905 et 1906, son autre sœur Aimee Haycock en 1908, et avec Lady Evelyn Grey en 1910 et 1911.
Ormond Haycock est également un rameur éminent du Ottawa Rowing Club, il remporte le championnat américain à quatre rames avec Harvey Pulford, Eddie Phillips et Wilf Poapst en 1906.
Il meurt dans sa résidence d'été dans l'État de New York à Canandaigua, à l'âge de 57 ans.

## Palmarès
En couple artistique avec trois partenaires différentes :
- Katherine Haycock (2 saisons : 1905 et 1906)
- Aimee Haycock (1 saison : 1908)
- Lady Evelyn Grey (2 saisons : 1910 et 1911)

| Compétitions en Individuel          | 1905 | 1906 | 1907 | 1908 | 1909 | 1910 | 1911 |  |  |  |  |  |  |  |
| Jeux olympiques d'été               |      |      |      |      |      |      |      |  |  |  |  |  |  |  |
| Championnats du monde               |      |      |      |      |      |      |      |  |  |  |  |  |  |  |
| Championnats du Canada              | 1er  | 1er  | CA   | 1er  | CA   |      | 1er  |  |  |  |  |  |  |  |
|                                     |      |      |      |      |      |      |      |  |  |  |  |  |  |  |
| Compétitions en Couple              | 1905 | 1906 | 1907 | 1908 | 1909 | 1910 | 1911 |  |  |  |  |  |  |  |
| Jeux olympiques d'été               |      |      |      |      |      |      |      |  |  |  |  |  |  |  |
| Championnats du monde               |      |      |      |      |      |      |      |  |  |  |  |  |  |  |
| Championnats du Canada              | 1er  | 1er  | CA   | 1er  | CA   | 1er  | 1er  |  |  |  |  |  |  |  |
| Légende : CA = Championnats annulés |      |      |      |      |      |      |      |  |  |  |  |  |  |  |